# Расулов Тимур Рамізович
Тимур Рамізович Расулов (рос. Тимур Рамизович Расулов; 17 березня 1989, м. Новочебоксарськ, СРСР) — російський хокеїст, захисник. Виступає за «Стяуа» (Бухарешт) в РХЛ.
Вихованець хокейної школи «Ак Барс» (Казань). Виступав за «Барс» (Казань), «Динамо» (Твер), ХК «Челни», «Донбас-2» (Донецьк).
Досягнення
- Чемпіон України (2012).